# 韦尔贡容
韦尔贡容（法語：Vergongheon，法語發音：[vɛʁɡɔ̃ʒɔ̃]）是法国上卢瓦尔省的一个市镇，位于该省西北部，属于布里尤德区。

## 地理
韦尔贡容（45°22'16"N, 3°19'11"E）面积12.61 平方千米，位于法国奥弗涅-罗讷-阿尔卑斯大区上盧瓦爾省，该省份为法国中南部省份，北起多姆山省和卢瓦尔省，西接康塔爾省，南至洛泽尔省，东临阿尔代什省。
与韦尔贡容接壤的市镇（或旧市镇、城区）包括：欧宗、阿泽拉、布尔农克勒-圣皮埃尔、科阿德、弗吕热尔莱米讷、阿拉尼翁河畔朗德、圣弗洛里娜、韦泽祖。

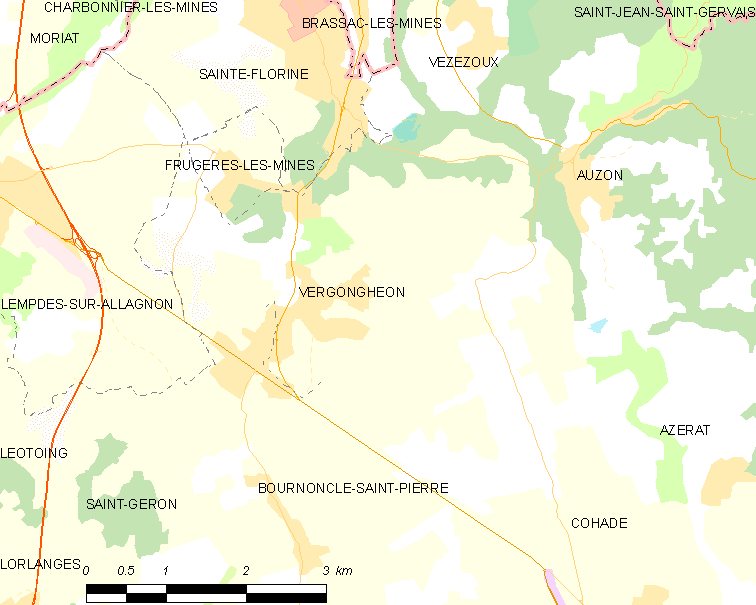
韦尔贡容的OSM定位图

韦尔贡容的时区为UTC+01:00、UTC+02:00（夏令时）。

## 行政
韦尔贡容的邮政编码为43360，INSEE市镇编码为43258。

## 政治
韦尔贡容所属的省级选区为圣弗洛里娜县。

## 人口

1962-2008年间韦尔贡容人口变化图示

韦尔贡容于2022年1月1日时的人口数量为1793人。